# Mariage à Long Island
Pour plus de détails, voir Fiche technique et Distribution.
Mariage à Long Island (The Week Of) est un film américain réalisé par Robert Smigel, sorti en 2018.

## Synopsis
Deux pères que tout oppose sont réunis à l'occasion du mariage de leurs enfants.

## Fiche technique
- Titre : Mariage à Long Island
- Titre original : The Week Of
- Réalisation : Robert Smigel
- Scénario : Adam Sandler et Robert Smigel
- Musique : Rupert Gregson-Williams
- Photographie : Federico Cesca
- Montage : Tom Costain
- Production : Allen Covert et Adam Sandler
- Société de production : Happy Madison Productions et Netflix
- Pays :  États-Unis
- Genre : Comédie
- Durée : 116 minutes
- Dates de sortie : 
  - Netflix : 27 avril 2018

## Distribution
- Adam Sandler (VF : Serge Faliu) : Kenny Lustig
- Chris Rock (VF : Jean-Baptiste Anoumon) : Kirby Cordice
- Steve Buscemi (VF : William Coryn) : Charles
- Rachel Dratch (VF : Marie-Laure Dougnac) : Debbie
- Allison Strong (VF : Alice Orsat) : Sarah
- Roland Buck III (VF : Adrien Larmande) : Tyler
- Katie Hartman (VF : Louise-Emma Morel) : Robin
- Chloe Himmelman : Rose
- Jake Lippmann : Isaac
- Jim Barone : Seymour
- June Gable (VF : Cathy Cerdà) : Roberta
- Suzanne Shepherd (en) : tante Iris
- Christian Capozzoli : Mark
- Nasser Faris : Hanan
- Jared Sandler (VF : Gabriel Bismuth-Bienaimé) : Jared
- Andrew Polk : M. Katz
- Liz Larsen : Mme. Katz
- Jackie Sandler (VF : Elisa Bourreau) : Lisa
- Maury Ginsberg (VF : Didier Cherbuy) : Jay
- Noah Robbins (VF : Martin Faliu) : Noah
- Griffin Santopietro (VF : Aurore Saint-Martin) : Jeddy
- Melanie Nicholls-King (VF : Laura Zichy) : Katrina
- Jorge Luna (VF : Fabrice Fara) : Ignacio
- Rob Morgan (VF : Florian Wormser) : cousin Marvin
- Germar Terrell Gardner : cousin Ethridge
- Patricia Belcher (VF : Maïk Darah) : Thelma
- Rachel Pegram : Morgan
- Chuck Nice : Leonard
- Kenajuan Bentley (VF : Vincent Bonnasseau) : Jermaine
- Scott Cohen (VF : Christophe Laubion) : Ron
- Alex Song-Xia : Danielle
- Langan Kingsley : Emily
- Rebecca Vigil : Kelly

## Accueil
Le film a reçu un accueil mitigé de la critique. Il obtient un score moyen de 41 % sur Metacritic.